# Udalrichingi
Gli Udalrichingi, in tedesco Udalrichinger, furono una nobile dinastia franco-alemanna con sede a Bregenz e Winterthur, operanti tra l'VIII e l'XI secolo. Prende il nome dal conte Udalrico I, figlio di Geroldo di Anglachgau e fratello di Ildegarda, terza moglie di Carlo Magno. Questi appartenevano alla nobiltà imperiale e possedevano una vasta ricchezza ed esercitarono una forte influenza nella zona del Lago di Costanza dalla seconda metà dell'VIII secolo. Possedevano le contee di Alpgau, Breisgau, Thurgau, Linzgau, Argengau ed Hegau. I loro avversari furono gli Hunfridingi, che governavano in Raetia. Il tentativo degli Udalrichingi di conquistare quest'area fallì nonostante il sostegno reale. Intorno all'839 persero gran parte delle loro contee sul Lago di Costanza a causa dei Welfen, ma le riconquistarono nell'854 ed estesero il loro dominio anche alla Pannonia, al Klettgau, al Nibelgau e al Rheingau grazie ai buoni rapporti con i Carolingi. Intorno al 1040 la famiglia si divise nelle tre linee di Buchhorn, Bregenz e Pfullendorf.

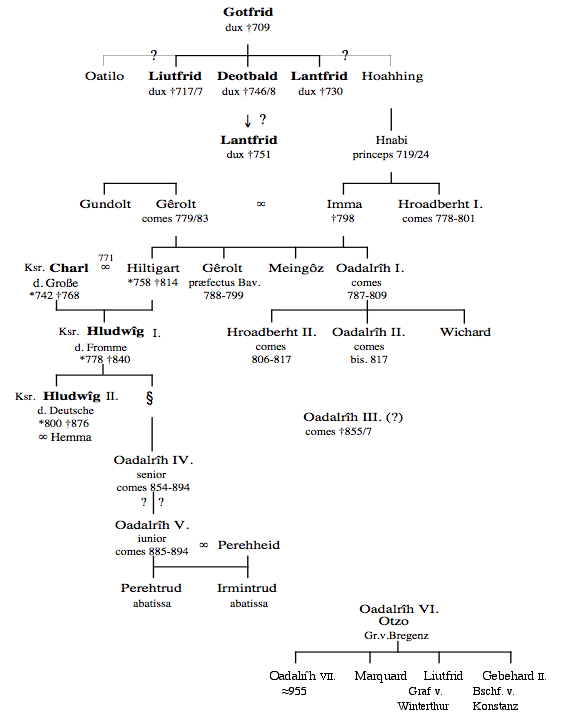
Albero genealogico alternativo degli Udalrichingi

## Albero genealogico
1. Geroldo I, conte dal 774 al 784 sul Medio Reno († probabilmente prima del 795) ∞ che sposò Imma, attestata nel 778/786, figlia del conte Hnabi, sorella del conte Ruatpert; stirpe dei Geroldini.
  1. Geroldo II (Intorno al 755/60 - † 799);
  2. Ildegarda (758 - † 30 aprile 783) ∞ Carlo Magno;
  3. Ulrich (Udalrico) I († 807), conte in Pannonia, conte in Breisgau dal 780 all'807, conte sul lago di Costanza.
    1. Udalrico II († dopo l'815)
    2. Ratbert (800/803), Ruadbert (806/813–814) († probabilmente 817), conte, nell'806 conte a Thurgau, nell'807/813–814 conte sulla sponda settentrionale del Lago di Costanza, nell'807 conte a Argengau, nell'813–814 conte a Linzgau, sepolto a Lindau.
- possibile prole:
      1. Udalrico III († 13 o 14 aprile prima dell'896/900), nell'860 conte a Argengau, nell'867 probabilmente indicato come "dilectus nepos" del re Ludovico II il Germanico, nell'885/889 conte sulla sponda settentrionale del Lago di Costanza, nell'885-886 conte a Argengau, nell'889 conte a Linzgau.
        1.  ? Udalrico IV († 27 settembre 894/926), maggio 896–900, 885/894 conte sulla sponda settentrionale del Lago di Costanza, nell'885 e 894 conte ad Argengau, nell'891 conte a Linzgau e Rheingau, nell'894 denominato come "Udalrico junior" ∞ che sposò Perehheide, attestata nell'886/890.
          1. Keroldus, attestato nell'886;
          2. Irmindrud, 886/894 badessa di Aadorf;
          3. Persehdrud, nell'886 badessa di Aadorf.

Senza connessione:
1. Ulrico V a Buchhorn, nel 912/circa 920 conte, forse vincitore sugli Ungari sul fiume Inn nel 913[1] ∞ che sposò Wendilgart[2], definita da Eccardo IV nel suo prosieguo delle Cronache di San Gallo figlia di una figlia di Enrico I[2] (vedi relativa pagina). I loro discendenti furono i conti di Bregenz. Egli è definito, sempre nelle Cronache di San Gallo, come «un conte della stirpe di Carlo»[2] ; venne catturato dagli Ungari e da essi portato nelle loro terre, ma riuscì poi a tornare in patria; intanto la moglie si era fatta suora; il voto di questa venne poi revocato dal vescovo Salomone III e vennero fatte nuove nozze[2].
  1. Adalardo[2];
    1. Richere, monaco a San Gallo e camerario[3].

  2. una figlia[2];
  3. Bucardo (I) (Purchardo) († 9 agosto 975[4]), nato prematuramente e dopo il ritorno di Ulrico, provocò la morte della madre, monaco e poi abate di San Gallo; andò incontro, assieme ad altri monaci ed allo scopo di farsi riconoscere la nomina ad abate, presso il parente Ottone I dopo la sua campagna contro i danesi, il quale lo definì vedendolo «nipotino mio»[2].

Ulteriori senza connessione
1. Ulrico VI.
  1. Liutfrido II di Winterthur;
    1. Adalberto I, conte di Winterthur;
      1. Ulteriore discendenza

    2. Lütfried III, conte di Mörsberg;
    3. Guarniero (Werner), conte di Kyburg.
      1. Ulteriore discendenza

  2. Gebardo († 27 agosto 995), vescovo di Costanza dal 979 alla morte.